# Cremona (альбом)
Cremona — пятьдесят первый студийный альбом итальянской певицы Мины, выпущенный в 1996 году на лейбле PDU.

## Об альбоме
Впервые почти за двадцать лет певица выпустила альбом состоящий только из одного диска; ранее альбомы Мины выходили в двух частях: первая состояла из кавер-версий, а вторая содержала оригинальные треки, данный альбом состоит полностью из новых песен. Название альбома «Cremona» — это отсылка к горду Кремона, где провела своё детство певица. При оформлении альбома были использованы фото Мины в наряде от Versace, позирующей на фоне ночной Кремоны.
Альбом получил положительные отзывы критиков, которые хвалили атмосферу, удачное смешение стилей и жанров, тексты и конечно вокальные способности Мины. Пластинка также добралась до 2 места в еженедельном альбомном чарте Италии и пробыла там 19 недель, а в годовом заняла 12 место. Продажи альбома превышают 500 тысяч копий.
В том же году альбом был переиздан в подарочном издании Natale 1996, куда был включён также альбом Napoli.

## Список композиций
| №   | Название              | Автор(ы)                                            | Длительность |
| --- | --------------------- | --------------------------------------------------- | ------------ |
| 1.  | «Meglio così»         | Самуэле Керри, Мауро Санторо, Марино Паире          | 5:17         |
| 2.  | «Dottore»             | Карло Фава, Джанлука Мартинелли                     | 5:29         |
| 3.  | «Succede»             | Фабрицио Берлинчиони, Мауро Кулотта                 | 5:37         |
| 4.  | «Musica per lui»      | Тульо Пиццорно                                      | 3:48         |
| 5.  | «La bacchetta magica» | Мария Энрика Андольфи                               | 4:03         |
| 6.  | «Ricominciamo»        | Бруно Тавернезе, Луиджи Альбертелли                 | 4:05         |
| 7.  | «Boh!»                | Альберто Де Мартини, Массимилиано Пани              | 5:17         |
| 8.  | «Io sarò con te»      | Маурицио Моранте                                    | 5:03         |
| 9.  | «Volami nel cuore»    | Альберто Теста, Манрико Молоньи, Гуальтьеро Мальони | 3:39         |
| 10. | «Ma tu ci pensi»      | Альберто Де Мартини, Массимилиано Пани              | 4:21         |

## Чарты
| Чарт (1996)              | Высшая позиция |
| ------------------------ | -------------- |
| Европа (Music & Media)   | 25             |
| Италия (Musica e dischi) | 2              |

| Чарт (1996)              | Позиция |
| ------------------------ | ------- |
| Италия (Musica e dischi) | 12      |